# Amos Myers

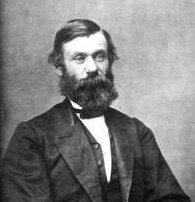
Amos Myers

Amos Myers (* 23. April 1824 in Petersburg, Lancaster County, Pennsylvania; † 18. Oktober 1893 in East Carleton, New York) war ein US-amerikanischer Politiker. Zwischen 1863 und 1865 vertrat er den Bundesstaat Pennsylvania im US-Repräsentantenhaus.

## Werdegang
Amos Myers besuchte in der Nähe von Clarion eine Privatschule und absolvierte danach im Jahr 1843 das Meadville College. Nach einem anschließenden Jurastudium und seiner 1846 erfolgten Zulassung als Rechtsanwalt begann er in Clarion in diesem Beruf zu arbeiten. Außerdem bekleidete er in seiner Heimat verschiedene lokale Ämter. Im Jahr 1847 wurde er Bezirksstaatsanwalt im Clarion County. Später schloss er sich der 1854 gegründeten Republikanischen Partei an.
Bei den Kongresswahlen des Jahres 1862 wurde Myers im 20. Wahlbezirk von Pennsylvania als Kandidat der Republikanischen Partei in das US-Repräsentantenhaus in Washington, D.C. gewählt, wo er am 4. März 1863 die Nachfolge des Demokraten Jesse Lazear antrat. Bis zum 3. März 1865 absolvierte er eine Legislaturperiode im Kongress. Diese war von den Ereignissen des Bürgerkrieges geprägt. Während seiner Zeit als Abgeordneter war Myers Vorsitzender des Ausschusses zur Kontrolle der Ausgaben des Finanzministeriums.
Nach dem Ende seiner Zeit im US-Repräsentantenhaus praktizierte Amos Myers zunächst wieder als Anwalt in Clarion. Dann zog er nach Kentucky, wo er zum Geistlichen der Baptistenkirche ordiniert wurde. In den folgenden Jahren war er in den Staaten Kentucky, Pennsylvania und New York in diesem Beruf tätig. Er starb am 18. Oktober 1893 in East Carleton, dem heutigen Kent, im Staat New York.